# Street Fighter Alpha – Der Film
Street Fighter Alpha – Der Film (jap. ストリートファイターZERO, Sutorīto Faitā Zero) ist ein Anime-Film, der auf den Konsolenspielen der „Street Fighter Alpha“-Reihe, der Firma Capcom basiert. Der 2000 in Japan veröffentlichte Film entstand unter der Regie von Shigeyasu Yamauchi im Animationsstudio Group TAC.

## Handlung
Ryu denkt über den Tod seines Sensei Gōken nach und hat Probleme mit dem „Dunklen Hadou“. In der Stadt bekämpft Ryu Agenten, die für Shadaloo arbeiten, und erregt die Aufmerksamkeit von Interpol-Agent Chun-Li. Die aufstrebende Kampfkünstlerin Sakura wird ein Fan von Ryu und schwört, ihn aufzuspüren und sein Schüler zu werden.
In Japan wird Ryu mit einer mysteriösen Wahrsagerin namens Rose konfrontiert, die ihn über seinen Einfluss auf den Dunklen Hadou und den Grund für seinen Kampf befragt. Beim Besuch von Goukens Grab trifft Ryu seinen alten Freund Ken Masters. Sie werden von einem kleinen Jungen namens Shun angesprochen, der behauptet, Ryus lange verlorener Bruder zu sein.  Laut Shun zog ihre Mutter Shun in Brasilien auf und sie schickte Shun, um Ryu zu finden, bevor sie starb. Ken ist skeptisch, aber Ryu nimmt Shun auf und bemerkt das Potenzial des Jungen als Kämpfer. Eines Nachts erliegt Ryu dem dunklen Hadou und tötet beinahe Ken. Ryu weist Ken an, ihn zu töten, wenn er jemals vollständig vom dunklen Hadou besessen ist.  Ken stimmt zu.
Ken und Shun nehmen an einem unterirdischen Kampfturnier teil. Auf dem Weg dorthin werden sie von Straßenschlägern belästigt. Ryu und Shun wehren sie mühelos ab, aber Ryu bemerkt eine sadistische Ader in Shun, den er schlagen muss, um ihn davon abzuhalten, einen der Schläger zu töten. Ken findet derweil Sakura in einer örtlichen Bar und willigt ein, sie zu Ryu zu bringen. Zu seinem Leidwesen ist er zu spät dran, um am Turnier teilzunehmen.  Ryu wird von Chun-Li gefunden. Bei dem Turnier, das von seinem rätselhaften Organisator Dr. Sadler beobachtet wird, tritt Shun gegen den Wrestler Zangief an. Shun schlägt mit seiner überlegenen Geschwindigkeit auf Zangief ein, aber der Dunkle Hadou holt Shun ein und lenkt ihn lange genug ab, um von Zangief geschlagen zu werden. Ryu tritt ein und kämpft gegen Zangief, aber auch er wird vom dunklen Hadou überwältigt und entlädt einen dunklen Hadouken, der Zangief verfehlt, aber das Gebäude zum Einsturz bringt. Als Ken die verletzte Sakura in Sicherheit bringt, wird Ryu mit einem riesigen Mann namens Rosanov, konfrontiert, der sich als mehr als ein Gegner für Ryu und Chun-Li zusammen erweist.  Rosanov bereitet sich darauf vor, Ryu bewusstlos zu schlagen. Wütend vernichtet Ryu Rosanov mit einem weiteren Dark Hadouken. Während Ryu abgelenkt ist, wird Shun von Shadaloo-Agenten entführt.
Rose erscheint vor ihm und zwingt ihn, Shun zu retten. Ryu besucht Akuma zuerst in seinem abgelegenen Haus in den Bergen, begleitet von Chun-Li. Akuma versucht, in dem Glauben, dass Ryu gekommen ist, um ihn herauszufordern. Ryu weigert sich gegen ihn zu kämpfen. Ryu fragt Akuma, ob er Shuns Vater ist oder irgendeine Familie hat, aber Akuma bestreitet es.  Ryu reist zu Sadlers Versteck, um Shun zu retten. Während die anderen Kämpfer vor Sadlers Labor kämpfen, schleichen sich Ryu, Ken und Chun-Li hinein, um Shun zu finden. Sie werden von Rosanov konfrontiert, der als Kampfmaschine aufgerüstet wird. Er macht schnelle Arbeit mit Ken, Chun Li und Birdie, indem er Teile des Verstecks in die Luft jagt. Ryu kommt an und stellt fest, dass Rosanov tatsächlich ein Android mit Shun im Inneren ist, der für Sadler arbeitet. Shun stachelt Ryu dazu an, einen dunklen Hadouken zu benutzen, da er mit Sadler verbunden ist und jeder Schlag, der auf ihm landet, Sadlers Kampfpotential durch Absorption erhöht. Der Dunkle Hadouken befreit Shun und zerstört Rosanov. Mit diesem plötzlichen Kraftzuwachs stürmt Sadler aus seinem Labor und schlägt auf Ryu ein. Jedoch kann Ryu sein Hadouken venutzen und Sadler zerfällt zu Staub. Shun erzählt, dass er nicht sein Bruder sei und mit Sadler zusammengearbeitet hat, um Geld für seine Mutter zu sammeln. Ryu sagt Shun, dass er immer noch sein Bruder ist und schwört, den Dunklen Hadou nie wieder zu benutzen.

## Produktion und Veröffentlichung
Regie führte Shigeyasu Yamauchi. Das Drehbuch schrieb Reiko Yoshida. Der Produzent war Kaoru Mfaume. Die Musik komponierte Hayato Matsuo. Der Film kam am 31. August 2000 in Japan auf DVD. In Deutschland erschien der Film am 1. September 2006.

## Synchronisation
| Figur               | Japanische Synchronsprecher |
| ------------------- | --------------------------- |
| Ryū                 | Kane Kosugi                 |
| Ken Masters         | Kazuya Ichijō               |
| Shun                | Reiko Kiuchi                |
| Chun-Li             | Yumi Tōma                   |
| Dr. Sadler          | Daiki Nakamura              |
| Rosanov / Sadlerbot | Hisao Egawa                 |
| Akuma               | Tomomichi Nishimura         |

## Rezeption
Anime News Network kritisierte das offene Ende von vom Film, aber lobte die Handlung, die detaillierte Animation, die Musik und die Qualität der japanischen und englischen Sprachausgabe. Anime News Network  gab dem Film eine A-.